# Samy Stourdzé
Samy Raymond Stourdzé (17 mars 1918, Boulogne-sur-Seine, Hauts-de-Seine - juillet 1943 ?, Auschwitz) est un rabbin français, membre de la Résistance, déporté et mort à Auschwitz.

## Biographie
Samuel Stourdzé naît le 17 mars 1918 à Boulogne-sur-Seine (Hauts-de-Seine) en 1918. Il est le fils du Grand-rabbin de Boulogne-Billancourt, Haïm Joël Stourdzé (1878-1934), né en Russie (ou en Pologne) et élevé en Palestine, qui entra au Séminaire israélite de France (SIF) en 1899 et de Sabine Perlmuter, née à Francfort-sur-le-Main. L'oncle de Sabine Perlmuter, le rabbin Perlmuter était Grand-rabbin de Łódź, en Pologne et le premier juif député à la Diète en Pologne. Haïm Joël Stourdzé et Sabine Perlmuter se marient en 1906. Ils ont huit enfants, dont Marcel Stourdzé, (né le 9 juillet 1913 à Boulogne-sur-Seine), déporté à Auschwitz de Drancy, par le Convoi No. 60, en date du 7 octobre 1943, et survivant.
Samy Stourdzé fait ses études rabbiniques au Séminaire israélite de France (SIF) à Paris (retiré près de Clermont Ferrand en 1940), de 1937 à 1942.
Peu de temps avant de recevoir son diplôme rabbinique, il est condamné à deux mois de prison pour distribution de tracts en faveur de la Résistance.
En 1941, il est responsable de la branche « Action  » du groupe Combat étudiant fondé par Jean-Paul Cauchi à Clermont-Ferrand.
Le rabbin Samy Stourdzé est aumônier et éducateur auprès des Éclaireurs israélites de France (EIF) devenus plus tard les Éclaireuses éclaireurs israélites de France (EEIF).
Il prend part au premier passage des EIF vers l'Espagne, pour rejoindre les armées alliées. Il participe à la Résistance avec les EIF avec Jacques Feldbau (1914-1945) et avec le futur Grand-rabbin de Lausanne, Georges Vadnaï.
Il habite au 1 rue Eugène Gilbert à Clermont-Ferrand.
Il est arrêté en gare de Bedous (Pyrénées-Atlantiques). Il s'apprêtait à rejoindre les Forces françaises libres. Il est incarcéré à la prison d'Orthez (Pyrénées-Atlantiques et ensuite au camp de concentration de Pichey-Beaudésert à Mérignac (Gironde),.
Il est déporté par le convoi no 57 en date du 28 juillet 1943 vers Auschwitz où il est mort. Il avait 25 ans.